# Zubie
Zubie (kinesiska: 足别瑶族苗族乡, 足别) är en socken i Kina. Den ligger i den autonoma regionen Guangxi, i den södra delen av landet, omkring 330 kilometer nordväst om regionhuvudstaden Nanning. Antalet invånare är 7939. Befolkningen består av 3 818 kvinnor och 4 121 män. Barn under 15 år utgör 25,0 %, vuxna 15-64 år 68 %, och äldre över 65 år 6,0 %.
Genomsnittlig årsnederbörd är 1 381 millimeter. Den regnigaste månaden är juni, med i genomsnitt 295 mm nederbörd, och den torraste är februari, med 13 mm nederbörd.